# Coupe européenne des nations FIRA de rugby à XV 1967-1968
Navigation
Coupe européenne des nations FIRA 1966-1967 Coupe européenne des nations FIRA 1968-1969
La Coupe européenne des nations FIRA 1967-1968 est une compétition qui réunit les nations de la FIRA–AER qui ne participent pas au Tournoi des Cinq Nations, mais en présence des équipes de France B et du Maroc.
À l'issue de la compétition, la Pologne est promue en division A.

## Équipes participantes
Division A
- Allemagne de l'Ouest
- France A
- Roumanie
- Tchécoslovaquie

| Division B1 - Pays-Bas - Pologne - Suède | Division B2 - Belgique - Espagne - Maroc - Portugal |

## Division A

### Classement
| Rang | Pays                 | J | V | N | D | Pm | Pe | Diff | Pts |
| ---- | -------------------- | - | - | - | - | -- | -- | ---- | --- |
| 1    | France A             | 3 | 3 | 0 | 0 | 56 | 17 | +39  | 6   |
| 2    | Roumanie             | 3 | 2 | 0 | 1 | 47 | 19 | +28  | 4   |
| 3    | Tchécoslovaquie      | 3 | 1 | 0 | 2 | 18 | 42 | -24  | 2   |
| 4    | Allemagne de l'Ouest | 3 | 0 | 0 | 3 | 19 | 62 | -43  | 0   |

|  | Vainqueur de la compétition (no 1). |

Attribution des points : victoire : 2, match nul : 1, défaite : 0.
Règles de classement : ?

### Matchs joués
| 29 octobre 1967 | Roumanie | 27 – 5 (16 - 6) | Allemagne de l'Ouest | Bucarest 5,000 spectateurs Arbitre : F. Gallonier |
| 29 octobre 1967 |          |                 |                      | Bucarest 5,000 spectateurs Arbitre : F. Gallonier |
| 29 octobre 1967 |          |                 |                      | Bucarest 5,000 spectateurs Arbitre : F. Gallonier |

| 22 novembre 1967 | Tchécoslovaquie | 6 – 19 | France B | Prague |
| 22 novembre 1967 |                 |        |          | Prague |
| 22 novembre 1967 |                 |        |          | Prague |

| 10 décembre 1967 | France B | 11 – 3 (6 - 3) | Roumanie | Nantes 20,000 spectateurs Arbitre : D.P. D'Arcy |
| 10 décembre 1967 |          |                |          | Nantes 20,000 spectateurs Arbitre : D.P. D'Arcy |
| 10 décembre 1967 |          |                |          | Nantes 20,000 spectateurs Arbitre : D.P. D'Arcy |

| 14 avril 1968 | France B | 26 – 8 | Allemagne de l'Ouest | Lons-le-Saunier |
| 14 avril 1968 |          |        |                      | Lons-le-Saunier |
| 14 avril 1968 |          |        |                      | Lons-le-Saunier |

| 5 mai 1968 | Tchécoslovaquie | 6 – 19 | France B | Prague |
| 5 mai 1968 |                 |        |          | Prague |
| 5 mai 1968 |                 |        |          | Prague |

| 26 mai 1968 | Roumanie | 17 – 3 (5 - 0) | Tchécoslovaquie | Bucarest 12,000 spectateurs Arbitre : H. Cuny |
| 26 mai 1968 |          |                |                 | Bucarest 12,000 spectateurs Arbitre : H. Cuny |
| 26 mai 1968 |          |                |                 | Bucarest 12,000 spectateurs Arbitre : H. Cuny |

## Division B

### Poule 1

#### Classement
| Rang | Pays     | J | V | N | D | Pm | Pe | Diff | Pts |
| ---- | -------- | - | - | - | - | -- | -- | ---- | --- |
| 1    | Pologne  | 2 | 2 | 0 | 0 | 54 | 11 | +43  | 6   |
| 2    | Pays-Bas | 2 | 1 | 0 | 1 | 43 | 19 | +24  | 4   |
| 3    | Suède    | 2 | 0 | 0 | 2 | 6  | 73 | -67  | 2   |

|  | Qualifié pour la finale (no 1). |

Attribution des points : victoire : 2, match nul : 1, défaite : 0.
Règles de classement : ?

#### Matchs joués
| 12 mai 1968 | Pays-Bas | 6 – 18 | Pologne | Hilversum |
| 12 mai 1968 |          |        |         | Hilversum |
| 12 mai 1968 |          |        |         | Hilversum |

| 24 mai 1968 | Pologne | 38 – 3 | Suède | Varsovie |
| 24 mai 1968 |         |        |       | Varsovie |
| 24 mai 1968 |         |        |       | Varsovie |

| 1er juin 1968 | Suède | 3 – 35 | Pays-Bas | Helsingborg |
| 1er juin 1968 |       |        |          | Helsingborg |
| 1er juin 1968 |       |        |          | Helsingborg |

### Poule 2

#### Classement
| Rang | Pays     | J | V | N | D | Pm | Pe | Diff | Pts |
| ---- | -------- | - | - | - | - | -- | -- | ---- | --- |
| 1    | Maroc    | 3 | 2 | 1 | 0 | 26 | 11 | +15  | 5   |
| 2    | Espagne  | 3 | 2 | 0 | 1 | 33 | 11 | +22  | 4   |
| 3    | Portugal | 3 | 1 | 1 | 1 | 19 | 26 | -7   | 3   |
| 4    | Belgique | 3 | 0 | 0 | 3 | 6  | 36 | -30  | 0   |

|  | Qualifié pour la finale (no 1). |

Attribution des points : victoire : 2, match nul : 1, défaite : 0.
Règles de classement : ?

#### Matchs joués
| 17 mars 1968 | Maroc | 6 – 5 | Espagne | Casablanca |
| 17 mars 1968 |       |       |         | Casablanca |
| 17 mars 1968 |       |       |         | Casablanca |

| 31 mars 1968 | Espagne | 14 – 5 | Portugal | Madrid |
| 31 mars 1968 |         |        |          | Madrid |
| 31 mars 1968 |         |        |          | Madrid |

| 7 avril 1968 | Belgique | 0 – 14 | Espagne | Verviers |
| 7 avril 1968 |          |        |         | Verviers |
| 7 avril 1968 |          |        |         | Verviers |

| 13 avril 1968 | Maroc | 14 – 0 | Belgique | Casablanca |
| 13 avril 1968 |       |        |          | Casablanca |
| 13 avril 1968 |       |        |          | Casablanca |

| 21 avril 1968 | Portugal | 8 – 6 | Belgique | Lisbonne |
| 21 avril 1968 |          |       |          | Lisbonne |
| 21 avril 1968 |          |       |          | Lisbonne |

| 5 mai 1968 | Portugal | 6 – 6 | Maroc | Lisbonne |
| 5 mai 1968 |          |       |       | Lisbonne |
| 5 mai 1968 |          |       |       | Lisbonne |

### Finale
| 2 juin 1968 | Pologne | 5 – 0 | Maroc | Varsovie |
| 2 juin 1968 |         |       |       | Varsovie |
| 2 juin 1968 |         |       |       | Varsovie |